# Hyllus stigmatias
Hyllus stigmatias är en spindelart som först beskrevs av Koch L. 1875.  Hyllus stigmatias ingår i släktet Hyllus och familjen hoppspindlar. Inga underarter finns listade i Catalogue of Life.